# Angelo (nome)
Angelo  è un nome proprio di persona italiano maschile.

## Varianti
- Maschili: Angiolo[2], Agnolo[3]
  - Alterati: Angelino[1][2], Angiolotto[2], Angiolino, Angelillo, Angioletto, Angeletto
  - Ipocoristici: Lotto[2], Giotto[2], Totto[2], Lino
  - Composti: Michelangelo, Pierangelo
- Femminili: Angela[1][2]

### Varianti in altre lingue
- Albanese: Engjëll
- Basco: Aingeru[1]
- Bulgaro: Ангел (Angel)[1]
- Catalano: Àngel[1]
- Ceco: Anděl[1], Andělín
- Croato: Anđelo[1], Anđelko[1]
- Greco moderno: Ἄγγελος, Άγγελος (Aggelos)[1]
- Inglese: Angel[1], Angelus[4]
- Latino: Angelus[1][2]
- Ligure: Angeo[5]
  - Alterati: Angiolin, Angen
- Macedone: Ангел (Angel)[1]
  - Alterati: Ангјелко (Angjelko)[1]
- Rumeno: Angheluş, Anghel
- Spagnolo: Ángel[1]
  - Alterati: Angelino[1]
- Ungherese: Angelusz, Angelus, Andzseló

## Origine e diffusione

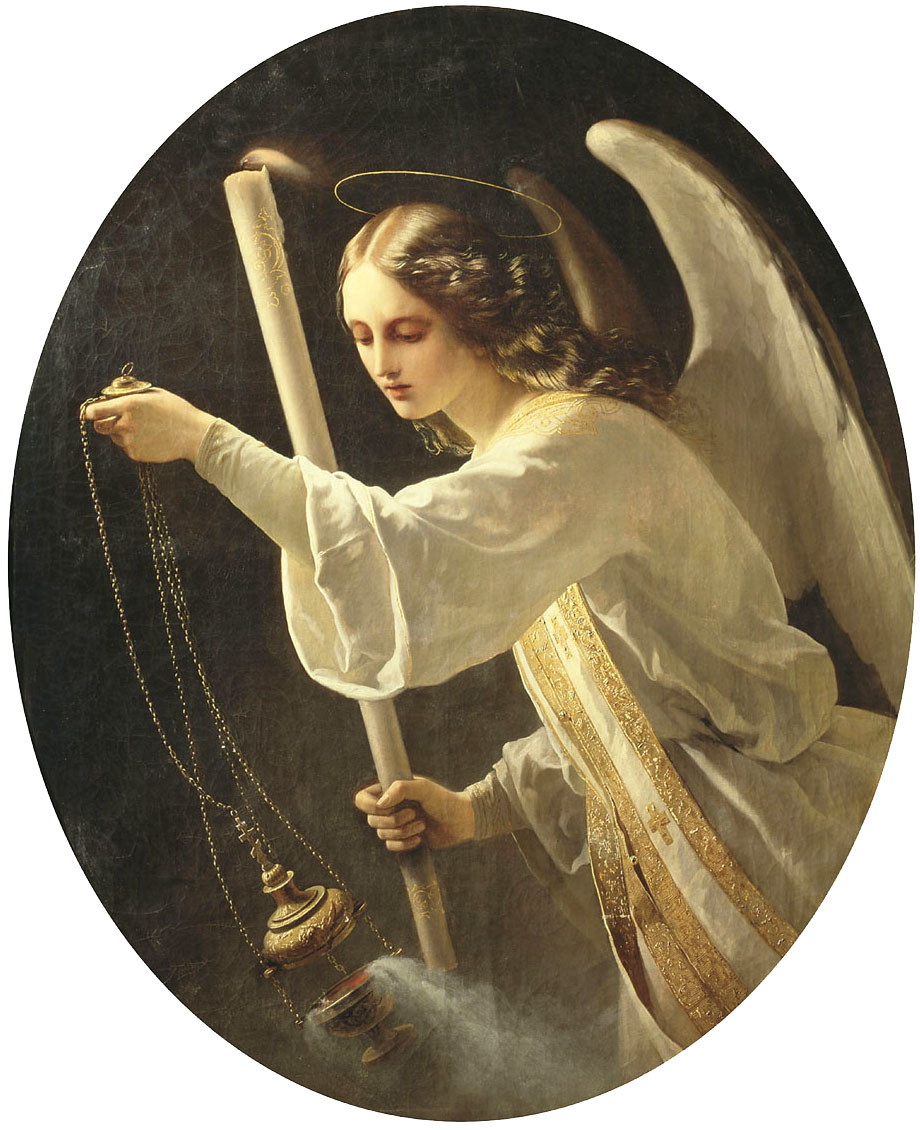
L'angelo, di Carl Timoleon von Neff

Deriva dal nome latino Angelus, a sua volta dal termine greco ἄγγελος (angelos, da cui anche Arcangelo, Evangelo e Agatangelo), il cui significato è "messaggero", "nunzio", lo stesso dei nomi Apostolo, Malak e Vesna. Usato per denominare i biblici messaggeri di Dio, gli angeli, ad oggi il suo significato richiama principalmente tali figure. Nel periodo tardo antico è attestata la forma Agnello da cui poi Agnolo, mentre nel medioevo alto e basso era molto diffusa la forma Augello o Angello.
Durante il XX secolo questo nome ha goduto di vasta popolarità in Italia: si calcola fosse tra il 7º e il 9º posto per diffusione. La forma base Angelo è più frequente in Lombardia, il diminutivo Angelino è caratteristico della Sardegna, mentre la variante Angiolo è peculiare della Toscana. Nei paesi di lingua inglese esiste nella forma Angel, ma non è mai stato comune, anche se di recente si è diffuso un certo suo uso al femminile.

## Onomastico
L'onomastico può essere festeggiato in diverse date, fra le quali:
- il lunedì dell'Angelo (il lunedì dopo la Pasqua)
- 15 gennaio, beato Angelo da Gualdo Tadino o da Casale, eremita[11]
- 6 febbraio, beato Angelo da Furci, frate agostiniano[11]
- 13 febbraio, beato Angelo Tancredi da Rieti, discepolo di san Francesco[11]
- 15 febbraio, beato Angelo Scarpetti da Sansepolcro, eremita agostiniano[11]
- 11 aprile, beato Angelo Carletti da Chivasso, sacerdote[11]
- 5 maggio, sant'Angelo da Gerusalemme, martire, carmelitano[11]
- 8 maggio, beato Angelo da Massaccio, sacerdote camaldolese e martire[11]
- 2 agosto, santa Maria degli Angeli
- 16 agosto, beato Angiolo Agostino Mazzinghi, sacerdote carmelitano[11]
- 19 agosto, beato Angelo di Acquapagana, eremita camaldolese[11]
- 27 agosto, beato Angelo da Foligno, sacerdote agostiniano[11]
- 28 agosto, beato Angelo da Pesche d'Isernia, laico francescano[11]
- 10 settembre, beato Angelo Orsucci, martire a Nagasaki[11]
- 29 settembre, santi arcangeli Michele, Gabriele e Raffaele
- 2 ottobre, santi Angeli Custodi[12]
- 11 ottobre, beato Angelo (Angel) Ramos Velazquez, coadiutore salesiano, martire a Barcellona[11]
- 30 ottobre, sant'Angelo d'Acri, frate cappuccino[11]

## Persone

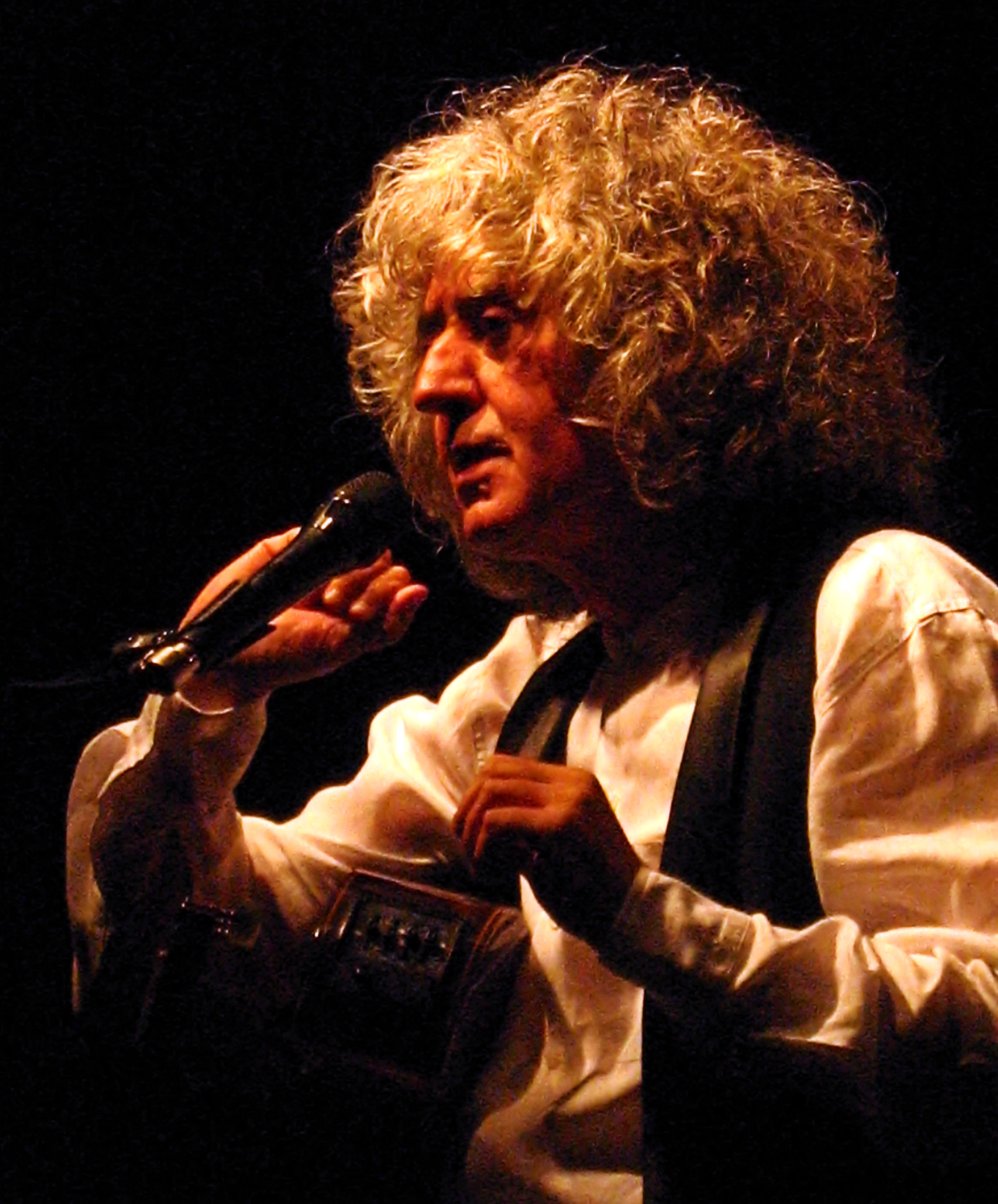
Angelo Branduardi

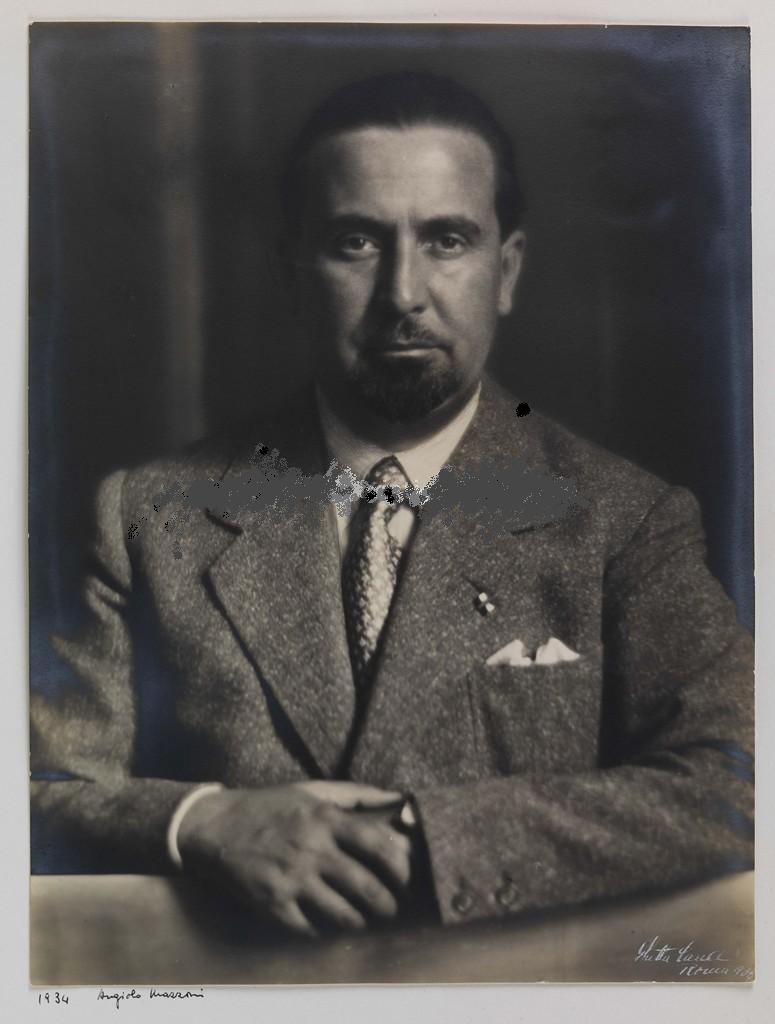
Angiolo Mazzoni

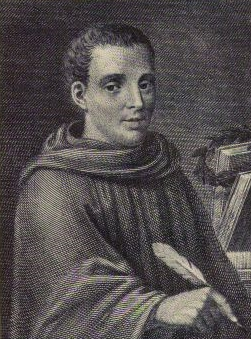
Agnolo Firenzuola

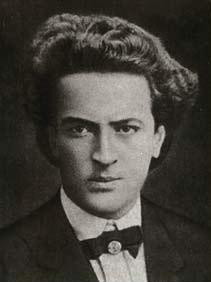
Angelos Sikelianos

- Angelo Branduardi, cantautore, violinista e chitarrista italiano
- Angelo Domenghini, calciatore e allenatore di calcio italiano
- Angelo Infanti, attore italiano
- Angelo Francesco Lavagnino, compositore italiano
- Angelo Mai, cardinale, teologo e filologo italiano
- Angelo Palombo, calciatore italiano
- Angelo Rizzoli, imprenditore editore e produttore cinematografico italiano
- Angelo Giuseppe Roncalli, divenuto papa con il nome di Giovanni XXIII
- Angelo Scola, cardinale, arcivescovo cattolico e teologo italiano
- Angelo Sodano, cardinale e arcivescovo cattolico italiano

### Variante Angiolo
- Angiolo Badaloni, architetto e ingegnere italiano
- Angiolo della Valle, architetto italiano
- Angiolo Gambaro, pedagogo, storico e presbitero italiano
- Angiolo Mazzoni, ingegnere e architetto italiano
- Angiolo Poli, poeta italiano
- Angiolo Silvio Novaro, poeta e scrittore italiano
- Angiolo Tricca, illustratore e pittore italiano

### Variante Agnolo
- Agnolo Bronzino, pittore italiano
- Agnolo Firenzuola, poeta italiano
- Agnolo Gaddi, pittore italiano
- Agnolo Poliziano, poeta, umanista e drammaturgo italiano

### Variante Aggelos
- Aggelos Anastasiadīs, calciatore e allenatore di calcio greco
- Aggelos Charisteas, calciatore greco
- Angelos Sikelianos, poeta greco

### Variante Ángel
- Ángel Nieto,  pilota motociclistico spagnolo
- Ángel Rodríguez,  pilota motociclistico spagnolo
- Ángel Suquía Goicoechea, cardinale e arcivescovo cattolico spagnolo

### Variante Angelino
- Angelino Alfano, avvocato e politico italiano
- Angelino Balistreri, artista e agente segreto italiano
- Angelino Dulcert, cartografo spagnolo
- Angelino Rosa, calciatore italiano
- Angelino Soler, ciclista su strada spagnolo

### Altre varianti
- Àngel Guimerà, scrittore, commediografo e sceneggiatore spagnolo
- Anghel Iordănescu, calciatore, allenatore di calcio e politico rumeno
- Anđelo Milevoj, calciatore croato
- Angelus Silesius, poeta e mistico tedesco
- Angel Wagenstein, scrittore e regista bulgaro
- Ange Capuozzo, rugbista italiano

## Il nome nelle arti
- Angelo è un personaggio della serie Pokémon.
- Angel Batista è un personaggio del romanzo di Jeff Lindsay La mano sinistra di Dio e della serie televisiva da esso tratta Dexter.
- Angelino è un personaggio creato nel 1958 da Paul Campani per Carosello.
- Angel Salvadore è un personaggio dei fumetti Marvel Comics.
- Anjuro Katagiri conosciuto come Angelo Katagiri, personaggio de Le bizzarre avventure di JoJo

## Curiosità
In una scena del film Ricomincio da tre, diretto e interpretato da Massimo Troisi, il protagonista parla di un certo Angelo, bambino prodigio suo vicino di casa dell'infanzia. L'enfasi particolare con cui Troisi (Gaetano nel film) scandisce il suo nome fa capire che è stato scelto per sottolineare la natura quasi perfetta e pressoché irreprensibile di tale piccolo genio che era bravissimo in tutto.